# Paradise Again
Paradise Again é o primeiro álbum de estúdio do supergrupo sueco Swedish House Mafia, Lançado em 15 de abril de 2022 pela SSA Recording e Republic Records. O álbum tem participações de artistas como 070 Shake, ASAP Rocky, Connie Constance, Jacob Mühlrad, Mapei, Seinabo Sey, Sting, Ty Dolla Sign e The Weeknd.
Quatro singles foram lançados do álbum, com o terceiro "Moth to a Flame" chegando na segunda posição na Dance/Electronic Songs da Billboard. Para promoção do álbum, o grupo planejou a turnê Paradise Again World Tour, bem como liderar o Coachella Valley Music and Arts Festival juntamente a Weeknd.

## Lista de faixas
| N.º            | Título                                                  | Compositor(es) | Produtor(es)                                                  | Duração |  |
| 1.             | "Time" (com part. de Mapei)                             | Axel Hedfors Sebastian Ingrosso Steve Angello Vincent Pontare Salem Al Fakir Dice of Nights Carl Nordström Hannes Torssell Jacqueline Mapei Cummings | Swedish House Mafia Desembra Dice of Knights Killen Manjaro   | 4:41    |  |
| 2.             | "Heaven Takes You Home" (com part. de Connie Constance) | Constance Hedfors Angello Ingrosso Nordström Magnus Lidehäll                                                                                         | Swedish House Mafia Desembra Klahr Lidehäll                   | 3:34    |  |
| 3.             | "Jacob's Note" (com part. de Jacob Mühlrad)             | Jacob Mühlrad Hedfors Ingrosso Nordström Angello | Swedish House Mafia Mühlrad                                   | 1:04    |  |
| 4.             | "Moth to a Flame" (com the Weeknd)                      | Hedfors Angello Ingrosso Abel Tesfaye Nordström | Swedish House Mafia Nordström                                 | 3:54    |  |
| 5.             | "Mafia"                                                 | Hedfors Ingrosso Angello Nordström |                                                               | 3:34    |  |
| 6.             | "Frankenstein" (com ASAP Rocky)                         | Hedfors Ingrosso Nordström Rakim Mayers Pontare Al Fakir Kelvin Krash Angello                                                                        | Swedish House Mafia Desembra Vargas & Lagola KrashLord Flacko | 3:27    |  |
| 7.             | "Don't Go Mad" (com part. de Seinabo Sey)               | Sey Hedfors Angello Ingrosso Nordström Lonnie Liston Smith                                                                                           |                                                               | 4:24    |  |
| 8.             | "Paradise Again"                                        | Hedfors Ingrosso Nordström Angello |                                                               | 3:35    |  |
| 9.             | "Lifetime" (com part. de Ty Dolla Sign e 070 Shake)     | Hedfors Angello Ingrosso Nordström Danielle Balbuena Tyrone Griffin Jr. Mayers Pontare                                                               |                                                               | 3:06    |  |
| 10.            | "Calling On"                                            | Hedfors Angello Ingrosso Nordström Fred Gibson Marco Parisi Giampaolo Parisi Cassietta George                                                        | Swedish House Mafia Fred Again Parisi                         | 4:35    |  |
| 11.            | "Home"                                                  | Hedfors Angello Ingrosso Nordström Lidehäll Constance                                                                                                |                                                               | 3:44    |  |
| 12.            | "It Gets Better"                                        | Hedfors Angello Ingrosso Nordström Al Mack Lee Hazlewood Lidehäll                                                                                    |                                                               | 3:04    |  |
| 13.            | "Redlight" (com Sting)                                  | Hedfors Angello Ingrosso Nordström Gordon Sumner |                                                               | 4:02    |  |
| 14.            | "Can U Feel It"                                         | Hedfors Angello Ingrosso Nordström |                                                               | 4:23    |  |
| 15.            | "19:30"                                                 | Hedfors Angello Ingrosso Nordström |                                                               | 1:57    |  |
| 16.            | "Another Minute"                                        | Hedfors Angello Ingrosso Nordström Pontare Al Fakir Balbuena                                                                                         | Swedish House Mafia Desembra Vargas & Lagola                  | 3:27    |  |
| 17.            | "For You"                                               | |                                                               | 5:22    |  |
| Duração total: | Duração total:                                          | Duração total: | Duração total:                                                | 60:02   |  |

## Paradas musicais
| País/Parada (2022)                       | Melhor posição |
| ---------------------------------------- | -------------- |
| Austrália (ARIA)                         | 96             |
| Áustria (Ö3 Austria Top 40)              | 59             |
| Bélgica (Ultratop Flandres)              | 29             |
| Bélgica (Ultratop Valônia)               | 104            |
| Canadá (Billboard)                       | 48             |
| Países Baixos (Dutch Charts)             | 9              |
| Finlândia (Suomen virallinen lista)      | 28             |
| França (SNEP)                            | 127            |
| Itália (FIMI)                            | 77             |
| Lituânia (AGATA)                         | 27             |
| Noruega (VG-lista)                       | 7              |
| Escócia (Official Scottish Albums)       | 5              |
| Espanha (PROMUSICAE)                     | 9              |
| Suécia (Sverigetopplistan)               | 4              |
| Suíça (Schweizer Hitparade)              | 14             |
| Reino Unido (Official Albums Chart)      | 70             |
| Reino Unido (UK Dance Albums Chart)      | 1              |
| Estados Unidos (Billboard 200)           | 121            |
| Estados Unidos (Dance/Electronic Albums) | 1              |